# Trzebieszowice

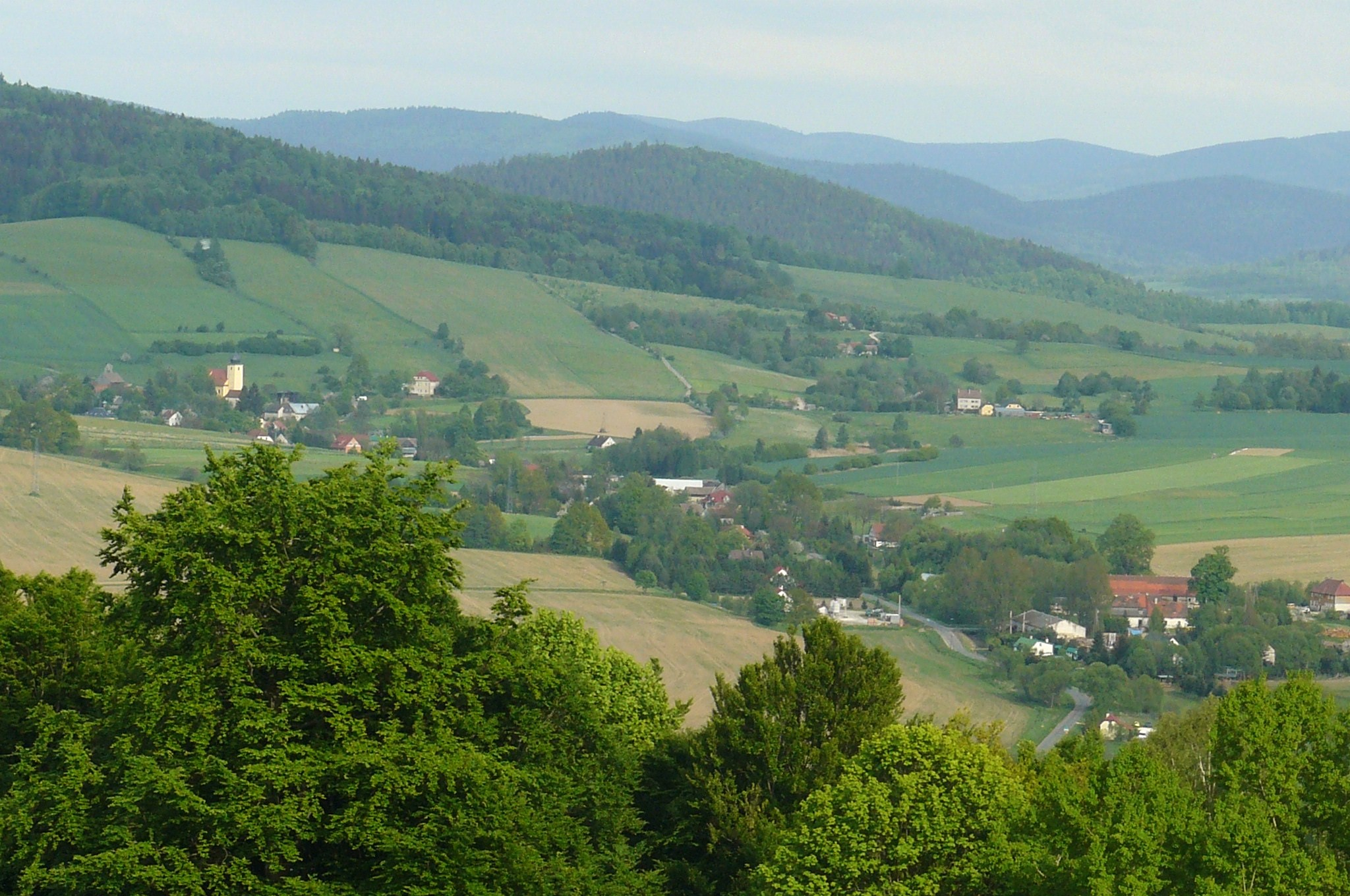
Gesamtansicht

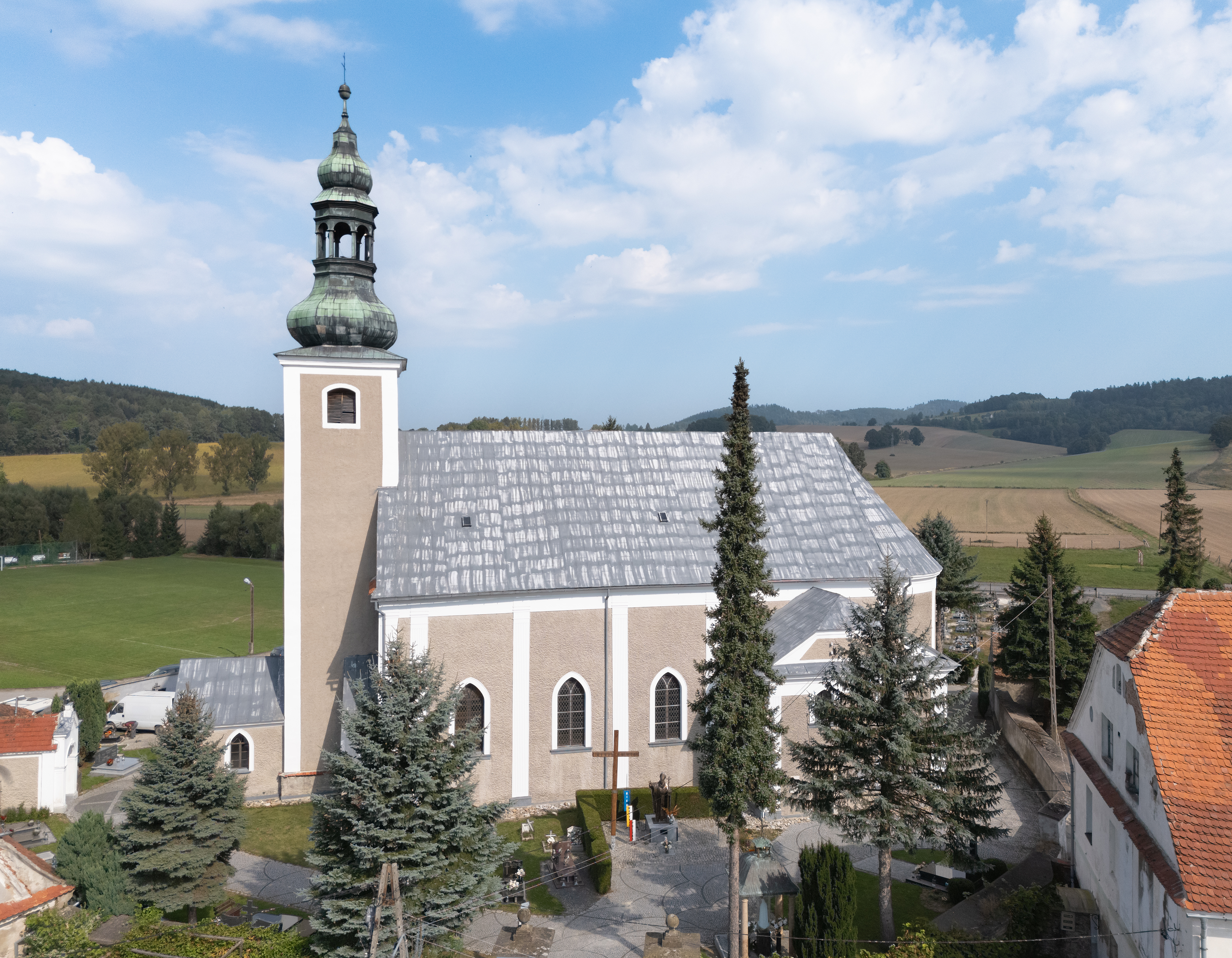
Pfarrkirche St. Andreas

Trzebieszowice (deutsch: Kunzendorf an der Biele) ist ein Ort in der Stadt- und Landgemeinde Lądek-Zdrój (Bad Landeck) im Powiat Kłodzki der Woiwodschaft Niederschlesien in Polen. Es liegt 13 Kilometer südöstlich von Kłodzko (Glatz). Durch den Ort führt die Woiwodschaftsstraße 392 von Żelazno (Eisersdorf) nach Lądek-Zdrój.

## Geographie
Trzebieszowice liegt im Osten des Glatzer Kessels an der Biele (polnisch Biała Lądecka). Nachbarorte sind Skrzynka (Heinzendorf) im Norden, Radochów (Reyersdorf) im Osten, Skowronki (Lerchenfeld) und Kąty Bystrzyckie (Winkeldorf) im Südosten, Konradów (Konradswalde) im Süden, Nowy Waliszów (Neu Waltersdorf) und Piotrówka (Herrnpetersdorf) im Südwesten, Romanowo (Raumnitz) im Westen und Ołdrzychowice Kłodzkie (Ullersdorf) im Nordwesten.

## Geschichte
Erstmals urkundlich erwähnt wurde Kunzendorf 1269 als lateinisch „Chunchonis villa“ und 1320 ist es in der Schreibweise Conzendorf belegt. Es gehört somit zu den ältesten Dörfern des Glatzer Landes. Es wurde nach deutschem Recht angelegt und nach seinem Lokator benannt. Für das Jahr 1292 ist es als Pfarrdorf nachgewiesen. Zur Unterscheidung von anderen gleich lautenden Ortsbezeichnungen wurde es später auch als Großkunzendorf bezeichnet. Es bestand in älterer Zeit aus vier Rittersitzen, deren Anteile im Besitz der Adelsfamilien von Montani, Maltitz, von Frobel, von Reichenbach und von Schenkendorf waren.
Bedeutendster Rittersitz war der Steinhof, der seit ältesten Zeiten der Familie von Reichenbach gehörte, die sich Reichenbach von der Biele nannte und der ab 1578 auch der Rothenhof gehörte. Unter den Reichenbach wurde ab 1550 an der Stelle einer Feste ein Renaissance-Wohnturm errichtet. Im Dreißigjährigen Krieg plünderten kaiserliche und sächsische Truppen Kunzendorf und die umliegenden Dörfer Reyersdorf, Ullersdorf und Heinzendorf. Der Rittersitz Rothenhof wurde angezündet und die darin befindlichen Soldaten der Glatzer Besatzung gefangen genommen.
In der zweiten Hälfte des 17. Jahrhunderts verkaufte Johann Kaspar Freiherr von Montani seinen Kunzendorfer Besitz dem kaiserlichen Feldzeugmeister Ernst Georg von Wallis, der auch die anderen Anteile an sich brachte. Nach dessen Tod 1689 erbte seine Besitzungen die hinterlassene Witwe Magdalena, geb. von Attems. Sie erwarb Heinzendorf, das sie mit der Herrschaft Kunzendorf verband, sowie Altwaltersdorf und Plomnitz hinzu. Nach ihrem Tod 1712 erbte die Herrschaft Kunzendorf der ältere Sohn Georg Olivier von Wallis, der seine Besitzungen 1744 dem einzigen Sohn Stephan Olivier († 1832) vererbte.
Nach dem Ersten Schlesischen Krieg 1742 und endgültig mit dem Hubertusburger Frieden 1763 fiel Kunzendorf zusammen mit der Grafschaft Glatz an Preußen. 1783 verkaufte Stephan Olivier von Wallis Kunzendorf zusammen mit seinen anderen Besitzungen in der Grafschaft Glatz dem Friedrich Wilhelm Graf von Schlabrendorf auf Hassitz und Stolz. Dieser inkorporierte 1789 die Dörfer Wolmsdorf, Winkeldorf, Weißwasser und Martinsberg, die bis dahin zur Herrschaft Seitenberg gehörten, in die Herrschaft Kunzendorf.
Später gelangte Kunzendorf durch Heirat an die Grafen von Harbuval und Chamaré. Für das Jahr 1800 sind nachgewiesen: eine Pfarrkirche, ein Schloss, vier herrschaftliche Vorwerke, drei Mehlmühlen, 37 Bauern und etwa 150 andere Häuser (Feuerstellen).
Nach der Neugliederung Preußens gehörte Kunzendorf seit 1815 zur Provinz Schlesien und war zunächst dem Landkreis Glatz eingegliedert. 1818 erfolgte die Umgliederung in den Landkreis Habelschwerdt, zu dem es bis 1945 gehörte. 1939 wurden 1446 Einwohner gezählt.
Als Folge des Zweiten Weltkriegs fiel Kunzendorf 1945 mit dem größten Teil Schlesiens an Polen und wurde in Trzebieszowice umbenannt. Die deutsche Bevölkerung wurde, soweit sie nicht vorher geflohen war, vertrieben. Die neu angesiedelten Bewohner waren teilweise Zwangsumgesiedelte aus Ostpolen, das an die Sowjetunion gefallen war. 1975–1998 gehörte Trzebieszowice zur Woiwodschaft Wałbrzych (deutsch Waldenburg).

## Sehenswürdigkeiten

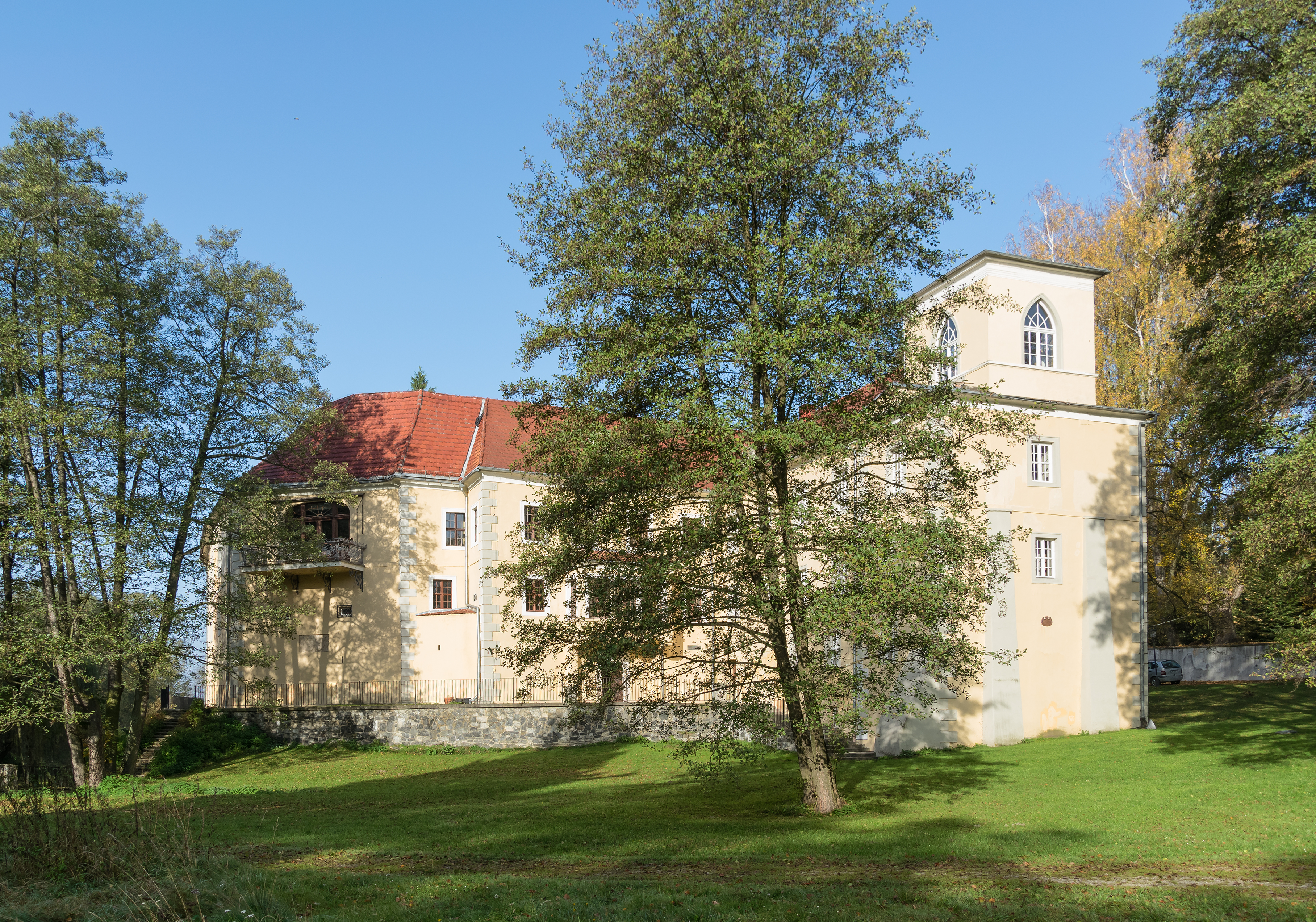
Schloss von Kunzendorf/Trzebieszowice

- Die Pfarrkirche St. Andreas besitzt eine Innenausstattung im Stil des Neobarocks. An einer Wand ist eine Christuskopf-Darstellung erhalten, die vermutlich aus dem früheren gotischen Kirchenbau stammt.
- Das Schloss war ursprünglich ein mittelalterlicher Wohnturm, der während der Renaissance zu einem Festen Haus erweitert und bis 1625 schließlich zu einem vierflügeligen Schloss umgebaut wurde. Im letzten Viertel des 17. Jahrhunderts um einen langgezogenen Flügel mit Turm erweitert, erhielt die Anlage ihre heutige Gestalt im 19. Jahrhundert und zu Beginn des 20. Jahrhunderts, wobei der Innenhof ein Glasdach erhielt und so eine repräsentative Halle entstand. An den Außenwänden befinden sich Spolien von Steinmetzarbeiten der Renaissance und des Barocks, die teilweise aus der Kirche St. Andreas stammen. Das Schloss ist von einem Landschaftspark mit altem Baumbestand umgeben.

## Töchter und Söhne des Ortes
- Gustav Gunsenheimer (* 1934), deutscher Kirchenmusiker und Komponist